# 칠죄종

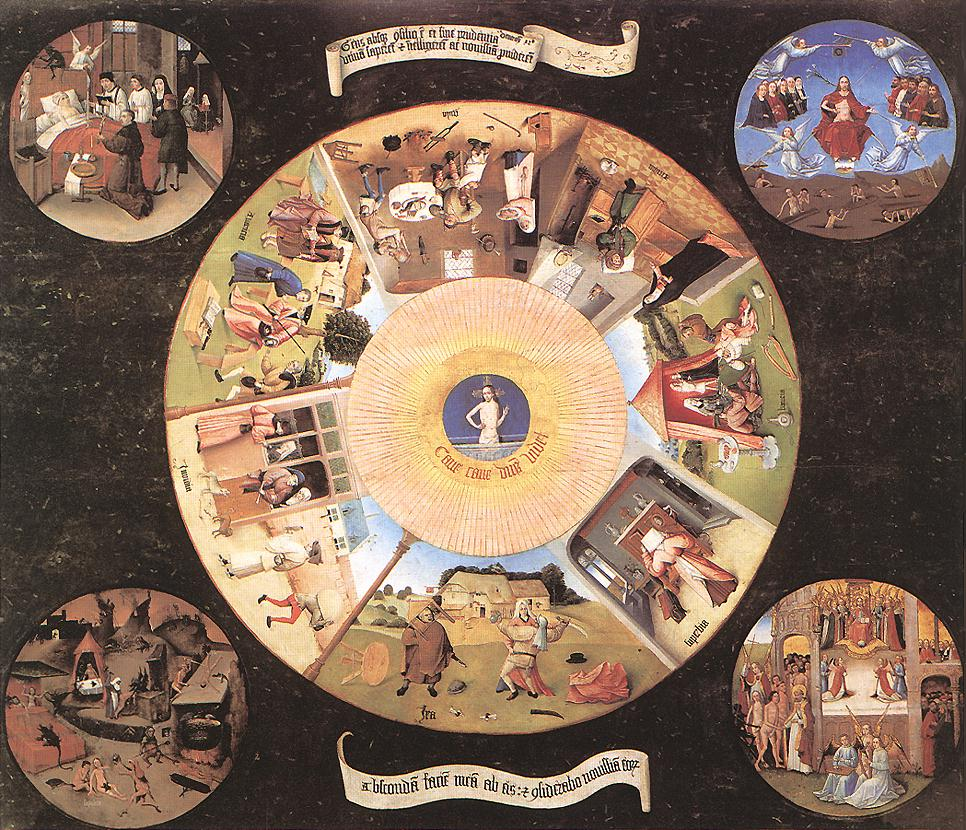
히에로니무스 보스의 작품 칠죄종과 네 가지 종말.

칠죄종(七罪宗, 라틴어: septem peccata capitalia, septem peccata mortalia, 영어: seven deadly sins, capital vices, cardinal sins)은 그 자체가 죄이면서 동시에 인간이 자기 자신의 뜻에 따라 범하는 모든 죄의 근원이 되는 것을 일곱 가지로 분류한 것을 일컫는 그리스도교의 용어이다. 칠죄종은 초기 그리스도교 시절부터 사용된 용어로서 인간이 죄를 범하기 쉬운 경향에 대해 교회가 가르치고 훈육하기 위하기 위해 대두되었다. 오늘날에는 일반적으로 교만, 식욕
, 시기, 분노, 음욕, 탐욕, 나태가 칠죄종에 속하는 죄로 분류된다.
가톨릭교회는 죄를 대죄와 소죄라는 두 가지 개념으로 분류하고 있다. 소죄는 상대적으로 경미한 죄를 말하는 것이고, 대죄는 매우 심각한 죄를 말하는 것이다. 신학적으로 대죄는 인간에게서 은총의 삶을 파괴하고 죽은 후에 지옥 영벌을 야기할 정도로 매우 심각한 죄라고 할 수 있다. 따라서 “대죄는 우리 안에서 생명의 원리인 사랑을 해치는 것인 만큼, 하느님 자비의 주도적 간여와 인간 마음의 회개가 필요하다. 이 회개는 보통 고해성사로써 이루어진다.”
칠죄종은 대죄, 소죄와 더불어 죄의 추가적 개념에 속한다기 보다는 죄원(罪源), 즉 모든 죄를 유발시키는 원인이라고 여겨지는 것이다. 칠죄종에 속한 죄는 상황에 따라 대죄가 될 수도 있고 소죄가 될 수도 있다. 하지만 “이 악습들을 죄종이라고 부르는 이유는 다른 죄들과 악습들을 낳기 때문이다.”

## 잠언의 7가지 악
잠언 6장 16절부터 19절에 있는 하나님이 역겨워하는 7가지.
1. 거만한 눈
2. 거짓말하는 혀
3. 무고한 피를 흘리는 손
4. 간악한 계획을 꾸미는 마음
5. 악한 일을 하려고 서둘러 달려가는 두 발
6. 거짓말을 퍼뜨리는 거짓 증인
7. 형제 사이를 이간질하는 자

## 가톨릭 교회의 칠죄종
현대의 「가톨릭교회 교리서」에서는 「칠죄종」에 대해서, 요하네스 캇시아누스나 교황 그레고리오 1세 이래 전통적으로 죄의 근원으로 간주해져 온 것으로서 언급되고 있다. 그것은 이하의 일곱 개다.
(일곱 개의 게재순서는 「가톨릭교회 교리서」의 라틴어 규범판과 한국어판(2011년)으로 일부 다르지만, 여기에서는 한국어판에 쓰여져 있는 차례에 의한다.
공식 번역명은 천주교용어자료집에서 따온다.
| 한국어     | 라틴어                               | 영어            |
| ---------- | ------------------------------------ | --------------- |
| 교만       | superbia                             | pride           |
| 인색       | avaritia                             | greed           |
| 시기(질투) | invidia                              | envy            |
| 분노       | ira                                  | wrath           |
| 음욕       | luxuria                              | lust            |
| 탐욕       | gula                                 | gluttony        |
| 나태       | pigritia seu acedia(중세에는 acedia) | sloth or acedia |

머릿글자를 모아 SALIGIA로 줄여 사용하기도 한다.
중세의 크리스트교의 세계관이 가장 잘 나타내지고 있는 단테 알리기에리의 서사시, 「신곡」연옥편에서도, 연옥산의 일곱 개의 관에서 사망자가 이 죄를 맑게 하게 되어 있다(연옥편을 참조).

## 악마와의 연계
1589년, 독일의 페터 빈스페르트(Peter Binsfeld)는 죄와 악마의 관계를 적은 저작을 저술했지만, 그 중으로, 칠죄종도 특정의 악마와 관련짓고 있다. 이러한 일곱 개의 대죄와 악마와의 관련은 크리스트교의 본질적인 부분과 무관계하지만, 통속적인 그리모워르에서 인용되게 되었다.
칠죄종과 악마의 관련을 최초로 표현한 것은 16세기의 판화가 한스 부루크마이어이다. 이에는 악마가 각각 자신의 이름이 기록된 리본을 손에 넣고 있는 모습이 그려져 있었다. 또, 중세에는 악마가 아니고 동물의 모습으로 나타내고 있는 것도 볼 수 있다. 
| 대죄 | 대응악마               | 동물                   |
| ---- | ---------------------- | ---------------------- |
| 오만 | 루시퍼(Lucifer)        | 그리폰, 말, 공작, 사자 |
| 식욕 | 베엘제붑(Beelzebub)    | 돼지,파리              |
| 질투 | 레비아탄(Leviatan)     | 뱀, 개                 |
| 분노 | 사탄(Satan)            | 곰, 드래곤, 늑대       |
| 색욕 | 아스모데우스(Asmodeus) | 전갈, 염소             |
| 탐욕 | 마몬(Mammon)           | 여우,고슴도치          |
| 나태 | 벨페고르(Belphegor)    | 달팽이, 당나귀         |

사탄은 타천사나 다른 악마를 통틀어 이르는 말로도 사용되기에 정석이 무엇인지 단정짓기는 어렵다.

## 같이 보기
- 세븐 (영화)
- 일곱 개의 대죄 (만화)